# 天竜川橋
天竜川橋（てんりゅうがわばし）は、静岡県磐田市 - 静岡県浜松市の天竜川（一級河川）に架かる橋梁である。
同名の橋が複数あるため、本項目では以下の橋梁について解説する（上流側より）。橋の右岸は浜松市中央区で、左岸は磐田市にある。
1. 東名高速道路の天竜川橋
2. 静岡県道261号磐田細江線の天竜川橋

## 東名高速道路 天竜川橋
東名高速道路の道路橋梁。磐田IC-浜松IC間にある。
本橋と国道1号 新天竜川橋間の浜松市側は天竜川緑地として公園化されている。

### 橋梁データ
- 工事名 : 東名高速道路 天竜川橋
- 事業者 : 旧・日本道路公団 高速道路静岡建設局
- 位置 : 静岡県磐田市東名-静岡県浜松市中央区白鳥町

- 施工
  - 上部工：石川島播磨重工・櫻田機械工業共同企業体
  - 下部工：錢高組
- 橋長 : 1071m
- 着工
  - 上部工：1966年6月4日
  - 下部工：1966年3月19日
- 竣工
  - 上部工：1968年11月7日
  - 下部工：1967年10月23日
- 供用開始 : 1969年2月1日

## 静岡県道261号磐田細江線 天竜川橋
静岡県道261号磐田細江線（旧・国道1号）の道路橋梁。1933年完成の鉄橋（トラス橋14連）。橋長919.5m、橋幅7.3m。対面通行。
すぐ上流に国道1号の新天竜川橋・新新天竜川橋が並行している。